# Javier Prieto Castro
Javier Prieto Castro (O Grove, 14 de febrer de 1968) és un exfutbolista gallec, que ocupava la posició de migcampista.

## Carrera esportiva
Va formar part del planter de la UE Lleida, que va jugar en primera divisió a la campanya 93/94. Javier Prieto va arribar provinent del Real Jaén i va disputar 14 partits a la màxima categoria amb els lleidatans.